# Consejo Regional de Atacama
El Consejo Regional de Atacama es el órgano de carácter normativo, resolutivo y fiscalizador, dentro del ámbito propio de competencia del Gobierno Regional de Atacama, encargado de hacer efectiva la participación de la ciudadanía regional y ejercer las atribuciones que la ley orgánica constitucional respectiva le encomienda. Su jurisdicción comprende la región de Atacama.
Está integrado por 14 consejeros elegidos por sufragio universal en votación directa, de cada una de las 3 provincias de la región (3 por Chañaral; 7 por Copiapó; y 4 por Huasco), que duran 4 años en sus cargos y pueden ser reelegidos. El consejo regional, por mayoría absoluta de sus integrantes en ejercicio, elige un presidente de entre sus miembros. El presidente del consejo dura cuatro años en su cargo y cesa en él en caso de incurrir en alguna de las causales de cese en cargo de consejero regional, por remoción acordada por los dos tercios de los consejeros regionales en ejercicio o por renuncia aprobada por la mayoría de estos.

## Listado de consejeros regionales
El consejo regional está compuesto, para el periodo 2018-2022, por:
- Chañaral
  - Mario Araya Rojas (RN), quien renuncia en octubre de 2019 y asume Alex Ahumada Monroy (RN)
  - Héctor Antonio Volta Rojas (PRSD), quien renuncia en octubre de 2019 y asume Manuel Reyes Cuello (PCCh)
  - Gabriel Armando Mánquez Vicencioo (PCCh)

- Copiapó
  - Patricia González Brizuela (UDI)
  - Fernando Alfonso Ghiglino Pizarro (RN)
  - Sergio Bordoli Vergara (RN)
  - Rodrigo Antonio Rojas Tapia (Independiente, PCCh)
  - Patricio Alfaro Morales (Independiente, FREVS)
  - Ruth Vega Donoso (PS)
  - Javier Aníbal Castillo Julio (PCCh)

- Huasco
  - Roberto Alegría Olivares (RN)
  - Fabiola del Carmen Pérez Tapia (Ind.)
  - Rebeca Torrejón Sierra (FREVS)
  - Juan Horacio Santana Álvarez (Independiente, PS)